# La parola ai giurati (dramma)
La parola ai giurati è un dramma di Reginald Rose.
Tipico "dramma giudiziario", rappresenta, attraverso gli alterni orientamenti di una giuria, la caducità delle convinzioni umane in rapporto alle innumerevoli sfaccettature della realtà, anche quella apparentemente più scontata, e al pregiudizio dei singoli originato dalle vicende personali. Temi da cui deriva una fondamentale critica alla pena di morte.

## Trama
La storia inizia dopo la chiusura dell'ultima udienza in un processo per omicidio. Come in ogni caso di pena capitale, i dodici giurati devono decidere all'unanimità su un verdetto di colpevolezza o di innocenza. Il caso si riferisce a  un giovane accusato di aver ucciso il padre. Per tutta la riunione i dodici uomini non si chiamano mai per nome, in quanto non ne sono a conoscenza, ma solo con un numero assegnato ad ognuno.
Alla fine, dopo varie contrapposizioni, tutti i giurati tranne uno, convinto dall'inizio  dell'assenza di prove decisive, cambiano gradualmente voto, anche più volte, fino ad arrivare all'unanimità per il verdetto di non colpevolezza.

## Rappresentazioni e adattamenti
La sceneggiatura di Rose è stata inizialmente prodotta per la televisione, ed è stata  trasmessa sul programma Studio One della CBS nel 1954. In seguito Rose ha scritto diversi adattamenti della storia. Nel 1964 Leo Genn la rappresentò al teatro di Londra. In un altro adattamento teatrale le giurate sono tutte donne e il titolo è stato cambiato in 12 Angry Women.
Nel 1957 Sidney Lumet diresse  l'adattamento cinematografico La parola ai giurati (12 Angry Men) dal cast stellare, tra in quali Henry Fonda nel ruolo del giurato n. 8. Il film fu nominato all'Academy Awards come miglior regia, miglior film e migliore sceneggiatura non originale, tuttavia il Premio Oscar per queste categorie fu assegnato a Il ponte sul fiume Kwai.
Una nuova versione per la televisione, La parola ai giurati, è stata diretta nel 1997 da William Friedkin.
Nel 2004 la Roundabout Theatre Company ha presentato a Broadway una rappresentazione teatrale dell'opera, con Boyd Gaines nel ruolo del combattivo giurato n. 8, con James Rebhorn (n. 4), Philip Bosco (n. 3), e Robert Prosky nella parte dei giudice.
Nel 2007 La parola ai giurati è stata portata in tour negli Stati Uniti con Richard Thomas e George Wendt rispettivamente nelle parti dei giurati n. 8 e n. 1. La rappresentazione ricevette recensioni positive dalla critica. Il tour 2008 non incluse Wendt, ma Kevin Dobson come giurato n. 10.
Sempre nel 2007 è stato fatto un adattamento pluripremiato con la regia di Nikita Mikhalkov, dal titolo 12.
Nel 2008 l'opera è stata portata in scena da Alessandro Gassmann.